# Nematocharax
Nematocharax is een monotypisch geslacht van straalvinnige vissen uit de familie van de karperzalmen (Characidae).

## Soort
- Nematocharax venustus Weitzman, Menezes & Britski, 1986